# نبرد انطاکیه (۶۱۳)
نبرد انطاکیه در سال ۶۱۳ بیرون از شهر انطاکیه واقع در سوریه، بین ارتش بیزانس به رهبری هراکلیوس و نیروهای ساسانی رخ داد. پیروزی ساسانیان در این نبرد، آن‌ها را قادر به حفظ مناطقی کرد که در طی چند نبرد اخیر از امپراتوری بیزانس تسخیر کرده بودند.

## تاریخچه
در اوایل سال ۶۱۰میلادی، ارتش ساسانی به رهبری شهربراز و شاهین وهمن‌زادگان بخش‌هایی از قلمروی امپراتوری بیزانس را در بین‌النهرین و قفقاز فتح کرده بودند. سال بعد، با ادامه دادن موفقیت‌های خود، سوریه و آناتولی شرقی و شهرهای مسیحی نشینی همچون انطاکیه و دمشق به دست ساسانیان افتاد. ظاهراً، ارتش ساسانی بدون مقابله با سپاه متمرکز امپراتوری روم شرقی نمی‌توانست پیشروی بیشتری به قلمرو این امپراتوری داشته باشد. در جواب به از دست دادن سریع منطقهٔ واقع در مرز شرقی بیزانس، هراکلیوس یک ارتش ورزیده را سازماندهی کرد و به سوی انطاکیه پیشروی کرد. اما ضد حمله او در سال ۶۰۳ میلادی در خارج از شهر انطاکیه واقع در سوریه شکست قاطعانه‌ای خورد. در نبردی، مواضع رومی‌ها به‌طور کامل فرو پاشید و و به‌طور کلی نابودی ارتش بیزانس، پیروزی بی درد سری را برای شاهین و شهربراز فراهم آورد. این پیروزی به ساسانیان اطمینان داد قادر خواهند بود مناطق تصرف کرده از بیزانس را تحت کنترل خود نگه دارند.

## پیامد نبرد
به‌طور خلاصه، امپراتوری بیزانس نتوانست در برابر حملات امپراتوری ساسانی مقاومت چشمگیری از خود نشان بدهد. هراکلیوس به زمان احتیاج داشت تا بتواند تعدادی از طرح‌های ابتکاری خود را در داخل انجام بدهد تا اطمینان بدهد که می‌تواند بودجه را به بالاترین میزان خود برساند و نیروها را در جنگ دوباره با امپراتوری ساسانی آماده کند. در دههٔ بعد، نیروهای ساسانی نفوذ چشمگیری در خاک دشمن پیدا کردند. اورشلیم و سراسر فلسطین در سال ۶۱۴ میلادی به دست شهربراز افتاد. شاهین نیز آناتولی مرکزی و آناتولی غربی را عرصهٔ تاخت و تاز خود قرار داد و وسعت قلمروی امپراتوری ساسانی با محاصره اسکندریه در بهار سال ۶۱۹ میلادی که به تسخیر مصر انجامید، به اوج گسترش خود رسید.